# Dilan Yeşilgöz-Zegerius
Dilan Yeşilgöz-Zegerius (Ankara, 1977. június 18. –) kurd-török származású holland politikus. A Néppárt a Szabadságért és Demokráciáért elnöke.

## Élete
Apja kurd, anyja török. 1980-ban az apja Hollandiába menekült. 1984-ben az anyja vele Hollandiába költözött.
1997 és 2003 között a Szabad Amszterdami Egyetemen tanult kultúrát, szervezést és menedzsmentet.
2006 és 2014 között az Amszterdam önkormányzatában tanácsadójaként dolgozott a biztonság és egészségvédelem területén.
2017 és 2021 között a holland képviselőház tagja volt.
2014 óta házas René Zegeriussal.

## Fordítás
- Ez a szócikk részben vagy egészben  a   Dilan Yeşilgöz-Zegerius című holland Wikipédia-szócikk fordításán alapul.  Az eredeti cikk szerkesztőit annak laptörténete sorolja fel. Ez a jelzés csupán a megfogalmazás eredetét és a szerzői jogokat jelzi, nem szolgál a cikkben szereplő információk forrásmegjelöléseként.